# Pseudoclavulina
Pseudoclavulina es un género de foraminífero bentónico de la subfamilia Pseudogaudryininae, de la familia Pseudogaudryinidae, de la superfamilia Textularioidea, del suborden Textulariina y del orden Textulariida. Su especie tipo es Clavulina clavata. Su rango cronoestratigráfico abarca desde el Cretácico superior hasta la Ypresiense (Eoceno inferior).

## Clasificación
Se han descrito numerosas especies de Pseudoclavulina. Entre las especies más interesantes o más conocidas destacan:
- Pseudoclavulina clavata

Un listado completo de las especies descritas en el género Pseudoclavulina puede verse en el siguiente anexo.